# Rubén Botta
Rubén Botta, né le 31 janvier 1990 à San Juan, est un footballeur argentin. Il évolue comme milieu offensif au CA Talleres.

## Carrière
Formé à Boca Juniors, Rubén Botta est un milieu offensif gaucher. Il rejoint en 2008 le CA Tigre. Il y fait ses débuts en équipe première le 23 mars 2009, face à son ancien joueur, à 19 ans. Peu après, il est prêté en Lettonie, au FK Ventspils, où il ne joue pas un seul match officiel. Il retourne à Tigre en 2010 et commence à jouer plus régulièrement. Le 13 novembre, il réalise une première performance remarquée lors de la victoire sur Estudiantes de la Plata (2-1). Il devient un joueur majeur du club, aux côtés de Carlos Luna notamment. L'équipe atteint la finale de la Copa Sudamericana 2012 et termine à la deuxième place du championnat de clôture 2012.
En avril 2013, alors qu'il arrive en fin de contrat, Botta annonce son prochain départ à l'Inter Milan. Il se blesse sérieusement peu de temps après, en huitième de finale de la Copa Libertadores 2013, face au Club Olimpia. Il quitte le club argentin sur un bilan de 82 matchs et 11 buts toutes compétitions confondues. 
Indisponible, il est finalement transféré à l'AS Livourne le temps de se rétablir, l'Inter Milan ayant atteint son quota maximum de joueurs non européens. En janvier 2014, Botta devient officiellement un joueur de l'Inter. Peu utilisé, il est prêté en 2014-2015 au Chievo Vérone, où il dispute une vingtaine de matchs sans marquer le moindre but.
Le 3 juillet 2015, Botta est transféré au CF Pachuca au Mexique contre une indemnité estimée à 2,7 millions d'euros.